# Pardalotus
Pardalotus là một chi chim trong họ Pardalotidae.

## Các loài
- Pardalotus rubricatus
- Pardalotus striatus
- Pardalotus punctatus
- Pardalotus quadragintus